# Estación Las Vegas (Metropolitano)
La estación Las Vegas es una estación del Metropolitano en la ciudad de Lima. Está ubicada en la intersección de la avenida México con la avenida Universitaria en el distrito de Comas. Fue inaugurada el 19 de junio del 2025 y entró en operación el 21 de junio del mismo año

## Servicios
La estación es atendida por los siguientes servicios:
| Servicio troncal | Indicador           | Lunes a viernes | Lunes a viernes | Sábado        | Domingo       |
| Servicio troncal | Indicador           | Norte a Sur     | Sur a Norte     | Sábado        | Domingo       |
| ---------------- | ------------------- | --------------- | --------------- | ------------- | ------------- |
| Regular          | Regular B           | 10:00 - 23:00   | 10:00 - 23:00   | 05:00 - 23:00 | 05:00 - 22:00 |
| Expreso          | Expreso 11          | 05:00 -10:00    | 05:45 -10:45    | Sin Servicio  | Sin Servicio  |
| Expreso          | Super Expreso Norte | 06:00 - 08:30   | Sin Servicio    | Sin Servicio  | Sin Servicio  |